# Эмзер, Иероним

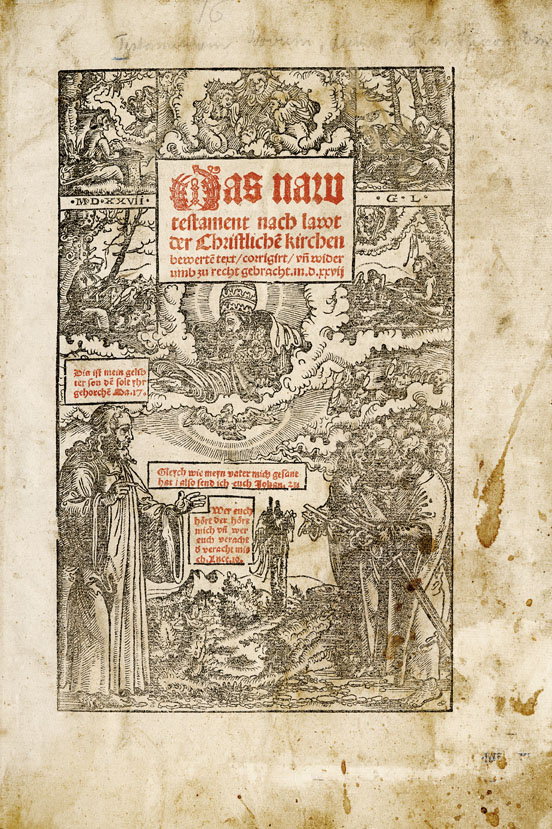
Новый Завет, 1527 г. Иеронима Эмзера

Иероним Эмзер (нем. Hieronymus Emser; 26 марта 1478, Вайденштеттен, Баден-Вюртемберг — 8 ноября 1527, Дрезден) — немецкий богослов, переводчик, полемист Контрреформации, противник Лютера.

## Биография
Изучал право и теологию в Тюбингене с 1493 года и в Базеле с 1497 года. С 1504 года читал лекции в Эрфуртском университете, которые отличались гуманистическим направлением; в числе его слушателей был некоторое время и Лютер. В следующем году Эмзер получил степень бакалавра богословия, переехал в Лейпциг, где продолжал свою профессорскую деятельность. Позже стал секретарём и капелланом герцога Саксонии Георга Бородатого. Придворный капеллан в Дрездене (1509-1527).

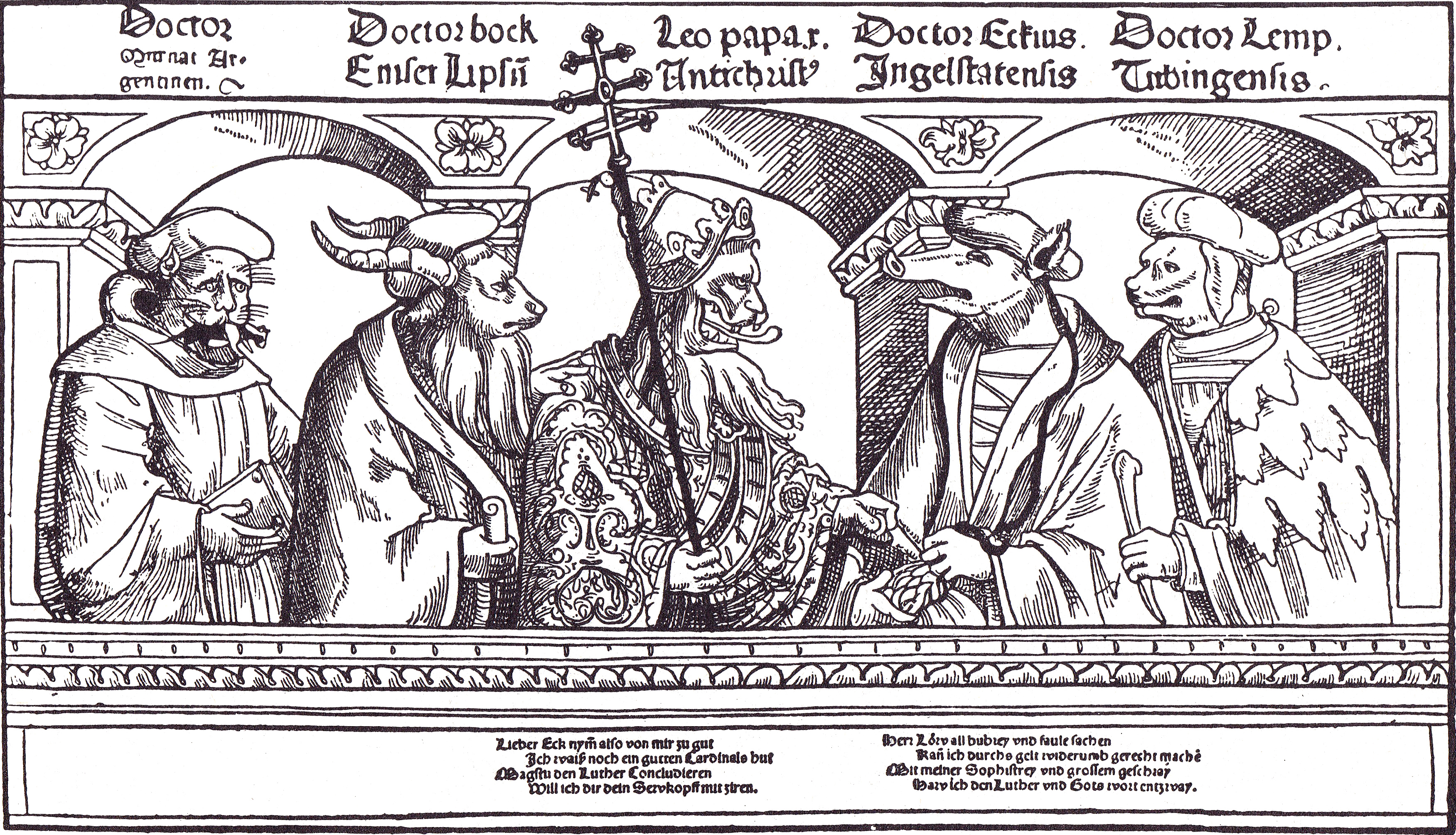
Сатирическое изображение противников Мартина Лютера. Ксилография листовки во время римского суда с насмешливыми масками животных: крайний слева францисканец Томас Мурнер в образе кота, рядом с ним теолог Иероним Эмзер в образе козла. В качестве льва в центре картины Папа Лев X обозначен как Антихрист, справа ингольштадтский профессор богословия Йоганн Экк в виде свиньи и тюбингенский профессор богословия Якоб Лемп в виде собаки. Подпись гласит, что Лев X обещает Экку шапку кардинала и деньги в обмен на то, что Экк сокрушит Лютера

Большим желанием Георга Бородатого была канонизация епископа Бенно Мейссенского. Чтобы угодить своему государю, И. Эмзер написал гимн в честь Бенно и составил его житие. В 1510 году съездил в Рим хлопотать о канонизации Бенно Мейссенского, но его старания не увенчались успехом. С Лютером И. Эмзер сначала был в хороших отношениях, но после лейпцигского диспута вступил с ним в полемику, упрекая его в единомыслии с гуситами. Полемика, по обычаям того времени, приняла резкий характер, причём Лютер особенно издевался над составлявшим предмет гордости И. Эмзера его фамильным гербом — козлиной головой. С гуманистами вообще у И. Эмзера сохранились, однако, дружеские отношения. Когда появился лютеровский перевод Святого Писания, Эмзер подверг его суровой критике и нашёл в нем до 1400 ошибок. Вскоре после этого он выпустил свой собственный перевод Нового Завета (1527), который в сущности являлся плагиатом: И. Эмзер положил в основу своего труда перевод Лютера, изменив его только сообразно с Вульгатой и церковным преданием.
Из сочинений И. Эмзера наиболее замечательна «Vita Bennonis» (Лейпциг, 1512).
Умер в 1527 году и был похоронен на кладбище Фрауэнкирххоф в Дрездене.